# 奥斯特泽勒
奥斯特泽勒（荷蘭語：Oosterzele，荷蘭語發音：[ˈoːstərzeːlə]）是比利时弗拉芒大區东佛兰德省根特區的一个市镇，通行荷蘭語，是弗拉芒社群的一部分，面积43.57平方千米，人口13,546人（2018年1月1日）。